# Jim Brown
Jim Brown, właśc. James Nathaniel Brown (ur. 17 lutego 1936 w St. Simons, zm. 18 maja 2023 w Los Angeles) – amerykański zawodnik futbolu amerykańskiego i aktor filmowy.

## Życiorys
Urodził się w St. Simons Island w hrabstwie Glynn w stanie Georgia jako syn Theresy i zawodowego boksera Swintona Browna. Uczęszczał do publicznej szkoły średniej Manhasset Secondary School w Manhasset w hrabstwie Nassau. Naukę kontynuował w Syracuse University.
W latach 1957–1965, przez dziewięć lat grał w barwach klubu NFL Cleveland Browns na pozycji running back i ustanowił wiele rekordów. W 2002 roku amerykański magazyn „The Sporting News” uznał go za najlepszego futbolistę wszech czasów.
Wystąpił także w ponad 30 filmach, kreując zwykle role drugoplanowe, w tym w westernie Rio Conchos (1964) jako bawoli żołnierz i dramacie wojennym Parszywa dwunastka (1967) w roli jednego z tytułowych 12 skazańców.
We wrześniu 1974 pozował nago dla magazynu „Playgirl”.
W latach 1959–1972 był żonaty z Sue Brown, z którą ma bliźniaki: córkę Kim i syna Kevina oraz syna Jima. W 1997 roku poślubił Monique, z którą ma dwóch synów: Arisa i Jima N. Browna Jr.

## Filmografia

### Filmy fabularne
- 1964: Rio Conchos jako sierż. Franklyn
- 1967: Parszywa dwunastka (The Dirty Dozen) jako Robert T. Jefferson
- 1968: Podział jako McClain
- 1968: Stacja arktyczna Zebra jako kpt. Leslie Anders
- 1969: 100 karabinów (McClain) jako Lyedecker
- 1970: El Condor jako Luke
- 1987: Uciekinier jako Fireball
- 1996: Marsjanie atakują! jako Byron Williams
- 1998: Mali żołnierze jako Butch Meathook (głos)
- 1998: Gra o honor jako Spivey
- 1999: Męska gra jako Montezuma Monroe
- 2004: Ona mnie nienawidzi jako Geronimo Armstrong
- 2004: Miasto gangów jako Don Strickland
- 2014: Ostatni gwizdek (Draft Day) w roli samego siebie

### Seriale TV
- 1984: Niebezpieczne ujęcia jako Calvin Tyler
- 1984: Nieustraszony jako C. J. Jackson
- 1985: Lady Blue jako Stoker
- 1986: Drużyna A jako Steamroller